# Rumex OK 2
Rumex OK 2 (Rumex patientia × Rumex tianschanicus cv. 'Uteuša') je mezidruhový hybrid šťovíku, který se též nazývá šťovík krmný nebo šťovík energetický či šťovík Uteuša (podle šlechtitele). Jedná se o křížence mezi šťovíkem zahradním (Rumex patientia) (mateřská linie) a šťovíkem ťanšanským (Rumex tianschanicus) (otcovská linie).

## Historie
Tato kulturní rostlina byla vyšlechtěna na konci 20. století, v „Národní botanické zahradě Ukrajiny N. N. Grižka“, pěstitelem J. A. Uteušem a D. B. Rachmetovem jako krmný šťovík. V roce 2004 byla plodina, pod málo používaným jménem šavnat (anglicky schavnat), registrována pod číslem EU 21629 k ochraně odrůdových práv u Evropské unii.

## Ekologie
Rostlina není náročná na kvalitu půdy ani na teplo či nadmořskou výšku, dobře přezimuje a je odolná proti vymrzání, zůstává na jednom místě patnáct až dvacet let. Nesnáší však půdu s kyselosti pod 5 pH a trvale zamokřenou, stejně jako písčitou a kamenitou s malou schopností jímat vodu. Je závislá na dostatečném přísunu srážek v průběhu vegetačního období. Škodí ji během růstu bezdešťové období delší 15 až 20 dnů. V podmínkách České republiky dosahuje největších výnosů na středně těžkých půdách na Českomoravské vrchovině, kde bývá během jejího růstu dostatek srážek.
Je velice ranou rostlinou, začíná obrůstat v březnu současně s ústupem sněhu. Počátkem května je již vysoká 160 až 180 cm a vyrůstají květní poupata.

## Popis
Vytrvalá, trsnatá rostlina vytvářející 4 až 6 lodyh o výšce 220 až 280 cm. Z rozvětveného, u starší rostliny 1,5 až 2 m dlouhého kořene, vyrůstají rovné, lysé, okrouhlé lodyhy v bazální části hrubé 1,5 až 2,5 cm. Střídavé listy s řapíky jsou u spodu lodyhy dlouhé asi 50 cm a směrem nahoru se zmenšují na délku 30 cm. Listové čepele mají tvar vejčitě kopinatý a po obvodě jsou celokrajné nebo jemně ozubené.
Květenstvím je lata, dlouhá 90 až 130 cm, skládající se z deseti až dvaceti větviček prvního řádu. Drobné, oboupohlavné květy mají narůžovělá, šestičetná okvětí po třech lístcích ve dvou kruzích. Vnitřní, téměř volné lístky se zvětšují a vytvářejí křídlaté krovky kryjící plod. Tyčinek je v květu šest, pestík má tři blizny, květy jsou samosprašné a obvykle opylovány větrem. Plod je trojboká nažka světlehnědé barvy.

## Využití
Kříženec byl vyvíjen jako krmivářská plodina a v praxi byl zkoušen paralelně v Česku i na Ukrajině. Vznikla rychle rostoucí bylina odolná proti nepříznivým půdně klimatickým podmínkám a schopná produkce velkého množství biomasy vhodné jako krmivo pro dobytek. Na rozdíl od Ukrajiny, kde se na tuto plodinu nahlíží jako na plodinu ryze krmivářskou, v ČR byla od počátku hodnocena z hlediska možného využití i jako energetická plodina.
Při použití pro krmné účely je velice vhodná její raná zralost, prvá seč začíná obvykle již koncem dubna. Píce s vysokým obsahem dusíku a optimálně vyrovnanými živinami se může se také přímo spásat nebo silážovat. Počátkem srpna rostliny znovu obrůstají, netvoří se již lodyhy, ale jen přizemní listové růžice. Lze tedy krmivo sklízet, sice v menším množství, podruhé a v závislosti na vláze i potřetí. K výrobě bioplynu se sklízí ve stadiu plného nasazení plodů, přibližně v polovině června.
Pro fytoenergetiku je příhodné brzké dozrávání a rychle ukončení vegetace rostlin, usychají již „nastojato“ uprostřed léta. Lze je v červenci sklízet v suchém stavu (do 20 % vlhkosti) ještě před žněmi. Sklizená hmota má dobré vlastnosti jako biopalivo a výhřevností se blíží dřevní štěpce. Sklízí se v době těsně před dosažení plné zralosti, kdy ještě nevypadávají semena, důležitá složka pro posílení výhřevnosti. Pro spalování se sklízí jednou za rok. Roční energetická výtěžnost z 1 hektaru je asi 270 Gj.

## Šíření
Šťovík krmný nemá předpoklady se stát invazní rostlinou, nesnáší konkurenci jiných rostlin, není vhodný ani pro pěstování ve směsích a není schopen samostatně se rozvíjet v přírodních podmínkách.

## Poznámka
Název plodiny navržený autory „šavnat“ pochází z ruských slov označujících šťovík a špenát, (rusky se šťovík zahradní jmenuje „Щавель шпинатный“ (šťovík špenátový)).